# Darko Hudelist
Darko Hudelist (Zagreb, 27. veljače 1959.), novinar, publicist i istraživač suvremene povijesti.

## Životopis
Rođen je u Zagrebu, osnovnu školu i gimnaziju polazio je u Đurđevcu. God. 1982. diplomirao je politologiju na Fakultetu političkih znanosti u Zagrebu. Novinarstvom se počeo baviti 1979., u omladinskom tjedniku Polet, kao rock-kritičar. Od 1982. do 1991. stalni je suradnik i član redakcije magazina Start. Potkraj 1980-ih sustavno je pratio i analizirao događaje što su prethodili raspadu SFR Jugoslavije, rezultat čega je bila njegova prva knjiga "Kosovo - bitka bez iluzija" (iz 1989.). U tom je razdoblju nastala i njegova legendarna istraživačka reportaža "Split vražji otok" (Start, ožujak 1988.).
God. 1989. surađivao je s francuskim časopisom Les Temps Modernes, koji je prenio njegove analitičke članke o sukobima Albanaca i Makedonaca u SR Makedoniji, prvotno objavljene u Startu, u proljeće 1988. 
God. 1989. jedan njegov tekst izazvao je političku zabranu magazina Start, za koji je tada pisao. Bio je to veliki intervju s tadašnjim vođom nacionalnog pokreta Srba na Kosovu Miroslavom Šolevićem (jednim od najpoznatijih organizatora mitinga kosovskih Srba i Crnogoraca po Srbiji i Crnoj Gori za vrijeme nezadrživog uspona Slobodana Miloševića),, koji je bio preuzet iz njegove knjige "Kosovo - bitka bez iluzija". Nakon tog intervjua došlo je do rascjepa među srpskim liderima na Kosovu, ali i Šolevićeva političkog raskida sa samim Slobodanom Miloševićem.
Razdoblje stvaranja prvih političkih stranaka u SR Hrvatskoj Hudelist je obilježio svojom knjigom "Banket u Hrvatskoj: Prilozi povijesti hrvatskog višestranačja 1989. – 1990.", koja je izišla početkom ljeta 1991. Knjiga je doživjela popriličan uspjeh (prethodio joj je serijal u šest nastavaka u Nedjeljnoj Dalmaciji), pa tako i svoje drugo, neznatno izmijenjeno izdanje, iz 1999.
God. 1992. objavio je knjigu o ratnom novinarstvu u Hrvatskoj "Novinari pod šljemom".
God. 1994. Hudelist je bio savjetnik za Hrvatsku BBC-ove ekipe koja je radila svjetski poznati dokumentarac "The Death of Yugoslavia" ("Smrt Jugoslavije"). Od 1993. do kasnih 1990-ih bio je i stalni suradnik časopisa za promicanje liberalne demokracije Erazmus.
God. 1995. ulazi u redakciju vodećega hrvatskog političkog tjednika Globus, u kojoj je i danas. U Globusu je objavio velik broj autorskih članaka, opsežnih analitičkih intervjua s najistaknutijim hrvatskim političarima i "dugometražnih" serijala o najznačajnijim političkim i povijesno-političkim temama, poput: "Ratni memoari generala Martina Špegelja" (1995.), "Tuđman: biografija" (1996. – 1997.), "Kanadski životopis Gojka Šuška" (1999. – 2000.), "Jubilejski pokret Katoličke Crkve u Hrvatskoj Trinaest stoljeća kršćanstva u Hrvata" (2008. i 2016.), "Udba i Katolička Crkva u Hrvatskoj" (2016.) itd.
Potkraj 1995. za Globus je, u obliku dva separata, napisao i opsežan "Izvještaj o hrvatskoj estradi".
Od 1996. pa idućih nekoliko godina bavio se izučavanjem životopisa prvoga hrvatskog predsjednika dr. Franje Tuđmana, što je rezultiralo knjigom "Tuđman: biografija" iz 2004., koju je početkom 2005. Jutarnji list proglasio najboljom knjigom godine s područja publicistike u Hrvatskoj.
Nakon te knjige, Darko Hudelist je započeo svoje veliko istraživanje povijesti odnosa i sukoba Hrvata i Srba u 20. stoljeću. U svibnju 2006. otvorio je svoj istraživački ured u Beogradu. U Beogradu je boravio sve do lipnja 2011. i za to vrijeme obavljao arhivska istraživanja (u raznim beogradskim povijesnim arhivima, od Arhiva Jugoslavije i tzv. Titova arhiva do Diplomatskog arhiva Ministarstva spoljnih poslova i Arhiva SANU) i razgovarao s brojnim živim protagonistima i svjedocima suvremene povijesti, među kojima posebno mjesto zauzima otac modernog srpskog nacionalizma Dobrica Ćosić (1922. – 2014.).
Taj svoj beogradski period Hudelist je ovjekovječio u svojoj knjizi "Moj beogradski dnevnik: Susreti i razgovori s Dobricom Ćosićem 2006. – 2011.", koja je objavljena u srpnju 2012.,
Usporedo s istraživanjima u Beogradu, Hudelist je obavljao i istovrsna istraživanja u Zagrebu, gdje se osobito fokusirao na nacionalno-politički angažman Katoličke crkve u Jugoslaviji - s naglaskom na 1970-te i 1980-te, kada se odvijao veliki projekt Crkve Trinaest stoljeća kršćanstva u Hrvata (1975. – 1984.).,,,
U svibnju i lipnju 2015. Darko Hudelist je u svojim intervjuima za medije u regiji (zagrebački Jutarnji list i beogradski Nedeljnik) objavio završetak svog 10-godišnjeg istraživanja raspada Jugoslavije i povijesti hrvatsko-srpskih odnosa, najavivši dvije svoje kapitalne knjige koje će iz njega proisteći. Jedna od njih je "Rim, a ne Beograd", koja je ugledala svjetlo dana u lipnju 2017.,
Od studenoga 2016. Hudelist redovito piše, uz Globus, i za vodeći beogradski politički tjednik Nedeljnik. Za taj list Hudelist obrađuje ključne teme iz novije srpske (ali i regionalne) povijesti, kao što su: "Dobrica Ćosić", "Siminovci", "Vera Miletić", "Slobodan Milošević" itd. 
U lipnju 2017. Darko Hudelist je objavio knjigu "Rim, a ne Beograd. Promjena doba i mirna ofenziva Katoličke Crkve u Hrvatskoj u Titovoj SFR Jugoslaviji (1975. – 1984.)". Glavna tema te knjige jest nacionalno-politički angažman Katoličke Crkve u Hrvatskoj u 20. stoljeću, s naglaskom na jubilejski državotvorni projekt Crkve Trinaest stoljeća kršćanstva u Hrvata, koji je još prije Drugoga svjetskog rata pokrenuo, zajedno s povjesničarom isusovcem Stjepanom Krizinom Sakačem, zagrebački nadbiskup Alojzije Stepinac, a uspješno ga doveo do kraja - u prijelomnim godinama druge polovice 20. stoljeća, tj. u razdoblju od 1975. do 1984. - njegov nasljednik zagrebački nadbiskup Franjo Kuharić. 
To je prva Hudelistova znanstvena (historiografska) knjiga. Predstavljajući je na njezinoj drugoj svečanoj promociji, onoj u Solinu, 28. kolovoza 2017., profesorica povijesti na Filozofskom fakultetu u Zagrebu dr. Mirjana Matijević Sokol ustvrdila je da je ona "nije publicistička, ona je historiografska", ali je "pisana lagano, rahlo" i "pitka je za čitanje".
Knjiga ima 820 stranica i oko 250 fotografija, uključujući i dva velika grafička prikaza na rasklapanje koji prikazuju (inače vrlo kompleksnu) strukturu jubilejskog projekta Trinaest stoljeća kršćanstva u Hrvata.

## Djela
Svoju prvu knjigu "Kosovo - bitka bez iluzija" (CIP, Zagreb 1989.) Darko Hudelist je objavio u svibnju 1989. Knjiga se bavi sukobom Srba i Albanaca na Kosovu potkraj 1980-ih i ujedno najavljuje krvavi raspad Jugoslavije, koji će uslijediti već početkom 1990-ih. 
Druga Hudelistova knjiga, "Banket u Hrvatskoj: Prilozi povijesti hrvatskog višestranačja 1989. – 1990." (CIP, Zagreb 1991.) na duhoviti krležijanski način portretira političare i intelektualce koji su za vrijeme raspada Jugoslavije osnivali prve političke stranke u Hrvatskoj i na taj način pripremali teren za uspostavljanje parlamentarne demokracije u Hrvatskoj, ali i osamostaljivanje Hrvatske iz SFRJ. Glavni je protagonist tih događanja bio utemeljitelj HDZ-a dr. Franjo Tuđman. Prvo izdanje knjige "Banket u Hrvatskoj" objavljeno je 1991., a drugo (neznatno izmijenjeno) 1999.
Treća Hudelistova knjiga "Novinari pod šljemom" (Nakladni zavod Globus, Zagreb 1992.) analiza je ratnog novinarstva u Hrvatskoj tijekom Domovinskog rata 1991.
Četvrta knjiga Darka Hudelista »Tuđman: Biografija« (Profil, Zagreb 2004.) prva je integralna biografska knjiga o prvom hrvatskom predsjedniku Franji Tuđmanu. Knjiga je s jedne strane doživjela pohvale i priznanja, a s druge kritike nekih intelektualaca i novinara koji nisu podržali Hudelistov dosta strog, na više mjesta i negativistički pristup prema predsjedniku Tuđmanu. Hudelist je kasnije samokritički izjavio (vrlo izričito u svom TV-intervjuu uredniku vjerskog programa HTV-a Mariju Ragužu u emisiji "Pozitivno", na Prvom programu HTV-a 26. studenoga 2017.) da je to njegovo djelo jednim dijelom, napisano s pozicija tzv. detuđmanizacije (pristup koji je dominirao u političkoj javnosti u Hrvatskoj tijekom 2000-ih) i da bi ga danas, kada bi pisao njegovo drugo izdanje, u nekim segmentima i akcentima mijenjao. Svejedno, to je i danas jedina cjelovita knjiga o Franji Tuđmanu, koja, na 740 stranica, prati Tuđmanov život od njegova djetinjstva i rane mladosti pa sve do predsjedničkih godina u osamostaljenoj Republici Hrvatskoj i smrti.
Evo nekih naglasaka iz pojedinih negativnih osvrta na Hudelistovu "Biografiju" dr. Franje Tuđmana:
Pavešković svoju kritiku zaključuje precizno:
Povjesničar James J. Sadkovich je još kritičniji:
Peta Hudelistova knjiga "Moj beogradski dnevnik: Susreti i razgovori s Dobricom Ćosićem 2006. – 2011." (Profil, Zagreb 2012.) prikaz je njegovih beogradskih povijesnih istraživanja u tom razdoblju i istodobno, vrlo kompleksan i višedimenzionalan portret najznačajnijeg protagonista srpskog državotvornog pokreta u Titovoj SFR Jugoslaviji, Dobrice Ćosića. Ćosić je Hudelistu, uz ostalo, otkrio i svoja samoubilačka razmišljanja, kojima je bio opterećen još od svoje mladosti, a koja su u znatnoj mjeri predodredila njegovo javno i političko (oporbeno) djelovanje u SFRJ.
Šesta knjiga Darka Hudelista, "Rim, a ne Beograd. Promjena doba i mirna ofenziva Katoličke Crkve u Hrvatskoj u Titovoj SFR Jugoslaviji, 1975. – 1984." (Alfa, Zagreb 2017.), rekapitulira i znanstveno obrađuje nacionalno-politički angažman Katoličke Crkve u Jugoslaviji u 20. stoljeću, s fokusom na veliki jubilejski državotvorni pokret Crkve Trinaest stoljeća kršćanstva u Hrvata (1975. – 1984.) - i to u međupovezanosti sa svim tada relevantnim događanjima i gibanjima u SFRJ i svijetu, uključujući informatičku revoluciju i globalizaciju pod američkim leadershipom.
U svom prikazu knjige "Rim, a ne Beograd" u Glasu Koncila, urednik toga lista Tomislav Vuković je napisao da Hudelist u njoj "demonstrira svoju jedinstvenu istraživačku metodu koju on sam naziva 'integralna povijest' ili 'integralna historiografija'". Vuković je pritom istaknuo da Hudelist "temama pristupa s jedne strane novinarski, što knjizi daje komunikativnost, razumljivost i pitkost u čitanju, a s druge strane strogo znanstveno metodološki, što joj daje relevantnost i činjeničnu mjerodavnost."
U svom osvrtu na Hudelistovu knjigu u Slobodnoj Dalmaciji, teolog i publicist Ivica Šola je napisao da je Hudelist "napravio historiografsko remek-djelo", odnosno da "prvi put dubinski osvjetljava važnu ulogu Katoličke crkve u stvaranju moderne hrvatske države kroz prizmu proslave jubileja Trinaest stoljeća kršćanstva u Hrvata". Slično je ustvrdio i Vjekoslav Magaš u recenziji u Hrvatskom tjedniku, napisavši da je "svojom knjigom Hudelist snažno podcrtao povijesnu opredijeljenost Katoličke Crkve u Hrvatskoj za državnu neovisnost i samobitnost hrvatskog naroda, u čemu Hrvati svakako oslonac trebaju tražiti na Zapadu (Rim), a nipošto na Istoku (Beograd)".

## Nagrade
Nagrade
God. 1989. nagrada "Sedam sekretara SKOJ-a" za knjigu "Kosovo - bitka bez iluzija"
God. 2002. nagrada Hrvatskog novinarskog društva za najbolji intervju godine (s dr. Andrijom Hebrangom, za tjednik Globus)
God. 2005. nagrada Jutarnjeg lista za najbolju knjigu godine s područja publicistike ("Tuđman: biografija")

## Vanjske poveznice
- Službena stranica s dopusnicom
- Autorski članci objavljeni u Globusu s dopusnicom
- Rim, a ne Beograd s dopusnicom